# La Dispute
I La Dispute sono una band statunitense proveniente da Grand Rapids, Michigan, formatasi nel 2004. Ha pubblicato 3 album in studio e svariati EP, tra i quali quelli della serie Hear, Here. La loro musica combina testi dal forte impatto poetico ed emotivo, spesso recitati o urlati, a melodie tipiche del post-hardcore e dell'emo, con marcate influenze relative al rock progressivo.

## Storia del gruppo

### Primi anni eVancouver(2004-2007)
I La Dispute si formano nel 2004 a Grand Rapids per iniziativa di Jordan Dreyer, Kevin Whittemore, Brad Vander Lugt, Derek Sterenberg ed Adam Kool, alcuni amici d'infanzia (Jordan e Brad sono addirittura cugini) ed altri conosciuti alla high school, con lo scopo iniziale di realizzare una cover di Cosmonaut, una canzone degli At the Drive-In. Il nome della band è stato scelto da Jordan e deriva dal titolo di una omonima commedia di Marivaux, cui Jordan aveva assistito in quel periodo. La band inizia ad esibirsi in piccoli concerti locali per un paio d'anni, ma poi Derek ed Adam perdono interesse nei confronti del gruppo e decidono di uscirne. Vengono sostituiti da Chad Sterenberg (fratello di Derek) alla chitarra ed Adam Vass al basso. Con la nuova lineup, i La Dispute registrano il loro primo lavoro, Vancouver, con etichetta Friction Records.

### Somewhere at the Bottom of the River Between Vega and Altair(2008-2010)
Nel 2008 la band pubblica un EP intitolato Untitled 7'' tramite Forest Life Records, un'etichetta locale, con cui i La Dispute danno anche il via al loro progetto Here, Hear pubblicando Here, Hear. Si tratta di una riproposizione di poesie, stralci di testi letterari o rielaborazioni compiute da Jordan, lette dal cantante stesso su una base musicale composta dal resto della band. Ad inizio anno, tuttavia, la band aveva siglato un contratto con la No Sleep Records, una casa discografica indipendente californiana tra le più attive nel panorama. Con la No Sleep, la band pubblica, nella stessa data (11 novembre) del secondo episodio della serie Here, Hear (Here, Hear II), il suo primo album: Somewhere at the Bottom of the River Between Vega and Altair. L'album è di grande impatto e permette ai La Dispute di farsi conoscere nell'intero panorama statunitense ed anche d'oltreoceano, in particolare per i testi di Jordan, densi di lirismo e cantati con forte emozione. L'album riceve da più parti critiche molto positive, e la band inizia un tour in supporto dell'album. Per Natale viene ripubblicato Here, Hear II assieme a due canzoni di tema natalizio, su un EP intitolato Winter Tour Holiday CD-R.
Il giorno di Natale del 2009 i La Dispute pubblicano autonomamente Here, Hear III, pubblicato in download gratuito su Bandcamp, con la possibilità di fare un'offerta libera. Il ricavato viene devoluto alla Well House Community Living of Grand Rapids, un'associazione non profit che si prende cura dei senzatetto di Grand Rapids, la città natale della band. Tra l'aprile ed il maggio del 2010 i La Dispute supportano gli Alexisonfire in un tour negli States assieme a Trash Talk e Therefore I Am. Il 14 settembre la band pubblica uno split con i Touché Amoré, band amica, intitolato Searching for a Pulse/The Worth of the World, con due canzoni a testa. Successivamente, il gruppo inizia a lavorare sul secondo album, registrandolo a più riprese per via dell'intensa attività di tour. A fine anno, tra novembre e dicembre la band torna in tour con gli Alexisonfire, accompagnandoli in Canada assieme a Norma Jean e Four Year Strong.

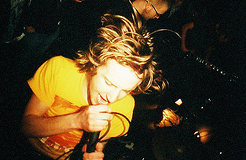
Il cantante Jordan Dreyer in concerto nel 2010

### Wildlife(2011-2013)
Il 3 maggio 2011 i La Dispute pubblicano un altro split, stavolta assieme al cantautore Koji, chiamato Never Come Undone. Il 5 luglio inizia un nuovo tour in Canada con Make Do and Mend e Balance and Composure per promuovere Never Come Undone. Successivamente, la band parte per un tour estivo in Europa (il primo fuori dall'America) assieme ai Touché Amoré e ai norvegesi Death Is Not Glamorous. Il 23 agosto viene rivelato che il titolo del nuovo album sarà Wildlife e viene mostrato l'artwork. L'album è pubblicato il 4 ottobre, anticipato dai singoli The Most Beautiful Bitter Fruit e Harder Harmonies. Nel frattempo, i La Dispute partecipano ad un tour negli USA con Thrice e Moving Mountains.
Nel 2012 la band continua il touring, stavolta come headliner in Europa tra gennaio e febbraio assieme ai Former Thieves. Successivamente sbarcano in Australia e tra marzo e maggio di nuovo in America del Nord con Balance and Composure, Sainthood Reps ed All Get Out. Il 24 maggio viene pubblicato su Internet Conversations, un'intervista a Jordan condotta da Joseph Pedulla che fornisce un approfondimento su temi e storie trattati in Wildlife, oltre ad alcuni demo provenienti dal mixtape di Chad, dai quali sono state tratte alcune canzoni dell'album. Poco prima dell'inizio di un tour in Australia assieme ai Pianos Become the Teeth a giugno, il batterista Brad Vander Lugt (che durante il tour si sposa con una ragazza australiana, trasferendosi lì) afferma che i La Dispute hanno già scritto due nuove canzoni e che molto probabilmente la band tornerà in studio per registrare un nuovo disco, anche se è ancora troppo presto per sapere quando. Anche Jordan conferma questa affermazione, aggiungendo che la band cercherà di avere un approccio differente, e più "domestico", rispetto a quello avuto con Wildlife.

### Rooms of the House(2014-presente)
Dopo 5 mesi di totale silenzio, i La Dispute a novembre 2013 caricano un conto alla rovescia sul proprio sito, avente il 16 dicembre come termine. Nel frattempo la band viene annunciata nella lineup del festival Groezrock per il 2014. Finalmente, il 16 dicembre il gruppo annuncia l'uscita del nuovo album, Rooms of the House, per il 18 marzo 2014 tramite Better Living, un nuovo collettivo artistico formato dalla band. Assieme all'album è anche annunciato un tour negli Stati Uniti con Pianos Become the Teeth e Mansions dal 14 marzo al 14 aprile, uno in Europa con gli O'Brother dal 27 aprile al 22 maggio, ed uno in Australia con i Balance and Composure dal 7 al 20 giugno.
Il 14 febbraio esce il primo video ufficiale dei La Dispute, per la canzone For Mayor in Spitsville, ospitato in anteprima su AVclub. Dal 10 marzo l'album è ascoltabile in anteprima su Noisey.
Il 15 aprile viene annunciato da varie fonti che il chitarrista e membro fondatore Kevin Whittemore ha lasciato la band. La notizia è poi confermata dai La Dispute con una nota sul loro sito, in cui viene spiegato che Whittemore ha deciso di mettere fine alla sua carriera da musicista per intraprendere l'attività di liutaio nella sua città natale di Grand Rapids. Al suo posto prende parte ai tour in Europa ed Asia Corey, un vecchio amico della band.

## Formazione

### Formazione attuale
- Jordan Dreyer - voce, percussioni (2004-presente)
- Chad Sterenberg - chitarra, tromba, glockenspiel, sintetizzatore, cori (2006-presente)
- Adam Vass - basso, cori (2006-presente)
- Brad Vander Lugt - batteria, percussioni, piano, tastiera (2004-presente)

### Ex componenti
- Kevin Whittemore - chitarra (2004-2014)
- Derek Sterenberg - chitarra (2004-2006)
- Adam Kool - basso (2004-2006)

## Discografia

### Album in studio
- 2008 - Somewhere at the Bottom of the River Between Vega and Altair (No Sleep Records)
- 2011 - Wildlife (No Sleep Records)
- 2014 - Rooms of the House (Better Living)
- 2019 - Panorama (Epitaph)

### EP
- 2006 - Vancouver (Friction Records)
- 2008 - Untitled 7'' (Forest Life Records)
- 2008 - Here, Hear (Forest Life Records)
- 2008 - Here, Hear II (No Sleep Records)
- 2008 - Winter Tour Holiday CD-R
- 2009 - Here, Hear III

### Split
- 2010 - Searching for a Pulse/The Worth of the World (split con i Touché Amoré; No Sleep Records)
- 2011 - Never Come Undone (split con Koji; No Sleep Records)